# Língua matsé
Matsé, ou mayoruna é uma língua pano das regiões de Loreto, no Peru, e do Amazonas, no Brasil, em situação de extrema vulnerabilidade. Ela é falada por, aproximadamente, 3200 nativos Matsé — povo indígena que vive na borda do rio Javari, na fronteira entre Peru e Brasil —, além de ser o principal meio de comunicação no dia a dia das vilas.
Em 2023, foi declarada língua oficial do Amazonas, juntamente com outras 15 línguas indígenas.

## Etimologia
O endônimo matsé, traduzido da língua de mesmo nome, significa "gente". Porém, ele também pode significar simplesmente "povo indígena", quando em oposição aos povos não-indígenas (conhecidos como chotac), ou pode denotar o próprio povo Matsé, quando em oposição a outros povos (como os Maiu ou Matses Utsi).
Em contrapartida, o exônimo mayoruna é uma palavra de origem quechua que foi utilizada pelos colonizadores e missionários para se referir aos povos que habitavam as regiões do baixo Ucayali, alto Solimões e Javari. Mayo significa "rio" e runa "gente", então pode-se traduzir mayoruna literalmente como "gente do rio", levando em consideração o fato do povo Matsé habitar o litoral do Rio Javari.

## Distribuição

### Distribuição geográfica

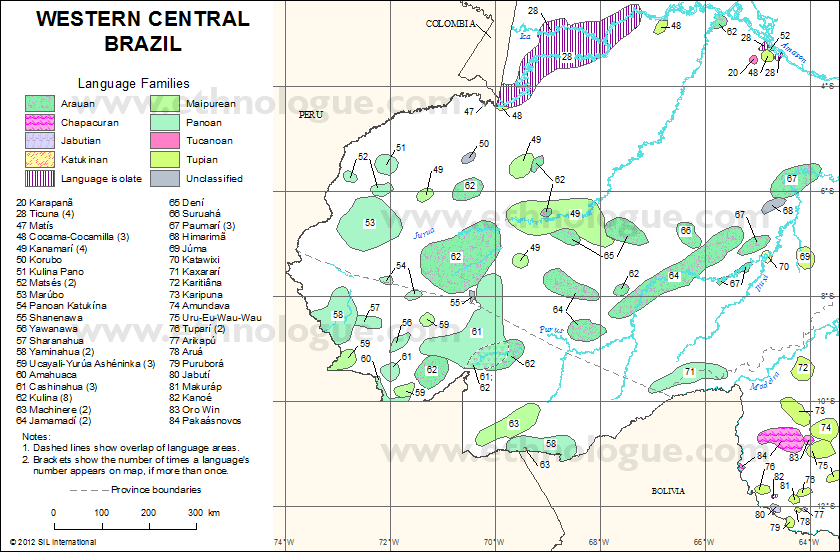
Distribuição das línguas e tribos indígenas do noroeste brasileiro

No Brasil, os falantes de matsé se concentram no extremo noroeste, isto é, no estado do Amazonas, mais precisamente na bacia do rio Javari, onde se localizam a Terra Indígena Vale do Javari e a Terra Indígena Lameirão, e também na zona do rio Solimões, na Terra Indígena Mayoruna.
Em relação ao Peru, a língua é mais falada na região nordeste, especificamente no departamento de Loreto, na borda do alto Javari e seus afluentes, no baixo Javari e também no decurso dos rios Galvez e Chobayacu.

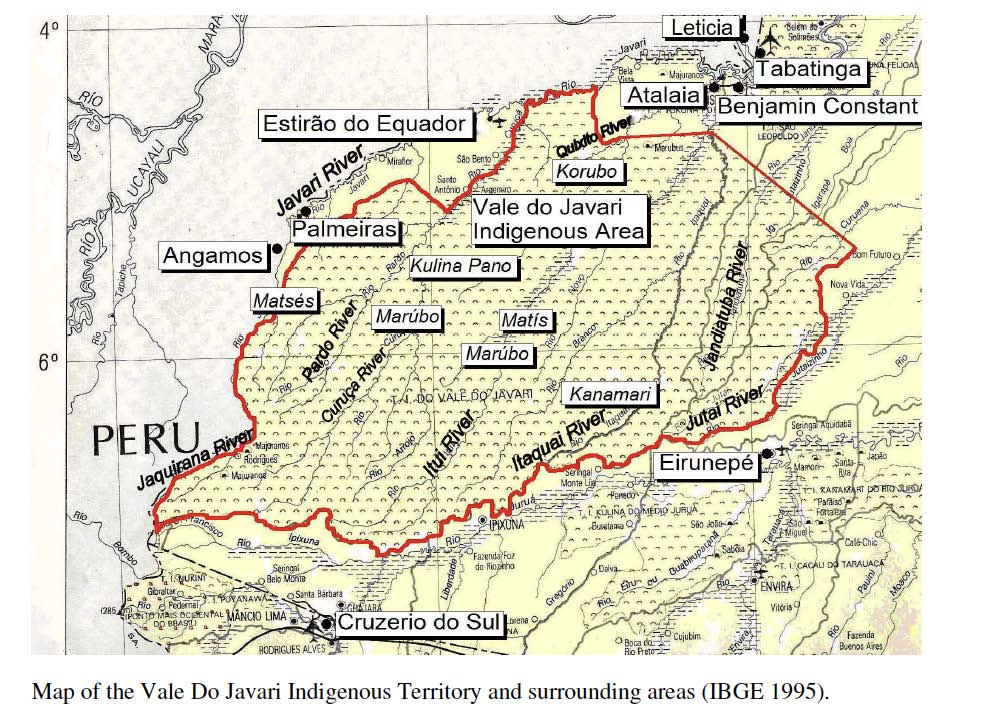
Mapa dos povos indígenas do vale do Javari (1995)

### Dialetos e línguas relacionadas
O matsé deriva do tronco Pano-tacana, logo, ele e as demais línguas descendentes desse tronco linguístico têm um certo nível de parentesco entre si.    
Com relação a variações, o mayoruna tem apenas um dialeto, conhecido como matis.
O nível de bilinguismo do matsé com o espanhol ou o português tem aumentado entre as gerações mais novas, que veem essas línguas com prestígio e as misturam em seu discurso nativo. Apesar disso, o mayoruna continua sendo uma das poucas línguas no Peru que as crianças aprendem primeiro (a chamada língua materna).
Abaixo, um quadro comparando o vocabulário do matsé com os de outras línguas pertencentes ao tronco linguístico Pano-tacana.
| Palavras Pano | Palavras Pano         | Palavras Pano      | Palavras Pano | Palavras Pano       | Palavras Tacano |
| ------------- | --------------------- | ------------------ | ------------- | ------------------- | --------------- |
| Família       | Cashiboan             | Yaminawa-Cashinawa | Mayoruna      | Mayoruna            | Tacana          |
| Língua        | Cashibo               | Sharanahua         | Matis         | Matsé               | Tacana          |
| Um            | Acúshi                | Pwïsti             | Epapa         | Abentsëc            | Piáda           |
| Dois          | Rabë                  | Rapï               | Dabɨdpa       | Daër                | Béta            |
| Três          | Rabë'imainun acúshi   | Rapwi non pwïsti   | Mikantet      | Daër abentsëc       | Imíxa           |
| Quatro        | Rabë'imainun rabëribi | Rapï non rapïri    |               | Daërraër            | Púxi            |
| Cinco         | Mëcën                 | Mbïkï              |               | Mërante aocahentsëc | Pixíka          |
| Homem         | Uni                   | Ndokopwindï        | Dada          | Dada                | Déha            |
| Mulher        | Xanu                  | Ainpo              | Chidabo       | Chipo               | Epúna           |
| Cachorro      | Ochíti                | Kama pashnda       | Wapa          | Wapa                | Útsi            |
| Sol           | Bari                  | Shïdi              | Tanun         | Wësë ou Badi        | Idáti           |
| Lua           | Use                   | Oshï               | Usɨ           | Ubë                 | Badi            |
| Água          | Umpáx                 | Ïndï               | Waka          | Acte                | Yávi            |

## Fonologia
O matsé possui 21 fonemas distintos: 15 consoantes e 6 vogais. Na sua fonologia, não há trills,  consoantes laterais nem segmentos arredondados. A língua tem um pequeno inventário de tipos de sílabas, todas de acordo com o template (C)(V)V(V)(C) (CV, CVC, CVV e CVVC são as mais frequentes).

### Consoantes
O matsé contém 15 consoantes: 3 oclusivas surdas e 2 sonoras, 2 nasais, 3 fricativas (surdas), 3 africadas (surdas) e 2 aproximantes. Nota-se que não há nenhum fonema líquido.
As oclusivas são /p/, /t/, /k/, /b/ e /d/. A falta de uma oclusiva sonora velar (/g/) produz um quadro assimétrico de fonemas. Considerando que quadros simétricos de fonemas são mais naturais, era de se esperar que houvesse um /g/, já que tanto oclusivas bilabiais quanto alveolares têm homólogos surdos e sonoros. O matsé, porém, foge à regra.
As fricativas são /s/, /ʂ/ e /ʃ/. Elas são sempre surdas, portanto não têm homólogos sonoros. Fricativas podem ser facilmente distinguidas de oclusivas e nasais.
As africadas são /ts/, /tʂ/ e /tʃ/. A palatal /tʃ/ soa como a africada palatal inglesa/espanhola. Por outro lado, a africada retroflexa, /tʂ/, é mais exótica e difícil de pronunciar.
As aproximantes são /j/ e /w/. As duas podem ser distinguidas uma da outra e das demais consoantes com facilidade.
| Consoantes      | Consoantes | Consoantes | Consoantes | Consoantes | Consoantes | Consoantes |
| --------------- | ---------- | ---------- | ---------- | ---------- | ---------- | ---------- |
|                 | Bilabial   | Alveolar   | Retroflexa | Palatal    | Velar      | Glotal     |
| Oclusiva surda  | p          | t          |            |            | k          | (ʔ)        |
| Oclusiva sonora | b          | d          |            |            |            |            |
| Nasal           | m          | n          |            |            | (ŋ)        |            |
| Simples         |            |            | (ɾ)        |            |            |            |
| Fricativa       |            | s          | ʂ          | ʃ          |            |            |
| Africada        |            | ts         | tʂ         | tʃ         |            |            |
| Aproximante     | w          |            |            | j          |            |            |

### Vogais
As vogais são /i/, /ɨ/, /u/, /e/, /o/ e /a/. As vogais anteriores, /i/ e /e/, e a vogal aberta, /a/, têm pronúncias parecidas com as vogais /i/, /e/ e /a/ do espanhol.
Em matsé, os fones [j] e [w] ocorrem algumas vezes como consoantes aproximantes e outras vezes como glides. Esses fonemas apenas se comportarão como consoantes quando a palavra começar com vogal.
| Vogais  | Vogais   | Vogais  | Vogais    |
| ------- | -------- | ------- | --------- |
|         | Anterior | Central | Posterior |
| Glide   | (j)      |         | (w)       |
| Fechada | i        | ɨ       | u[ɯ]      |
| Média   | e(ɛ)     |         | o[ɣ]      |
| Aberta  |          | a       |           |

## Ortografia

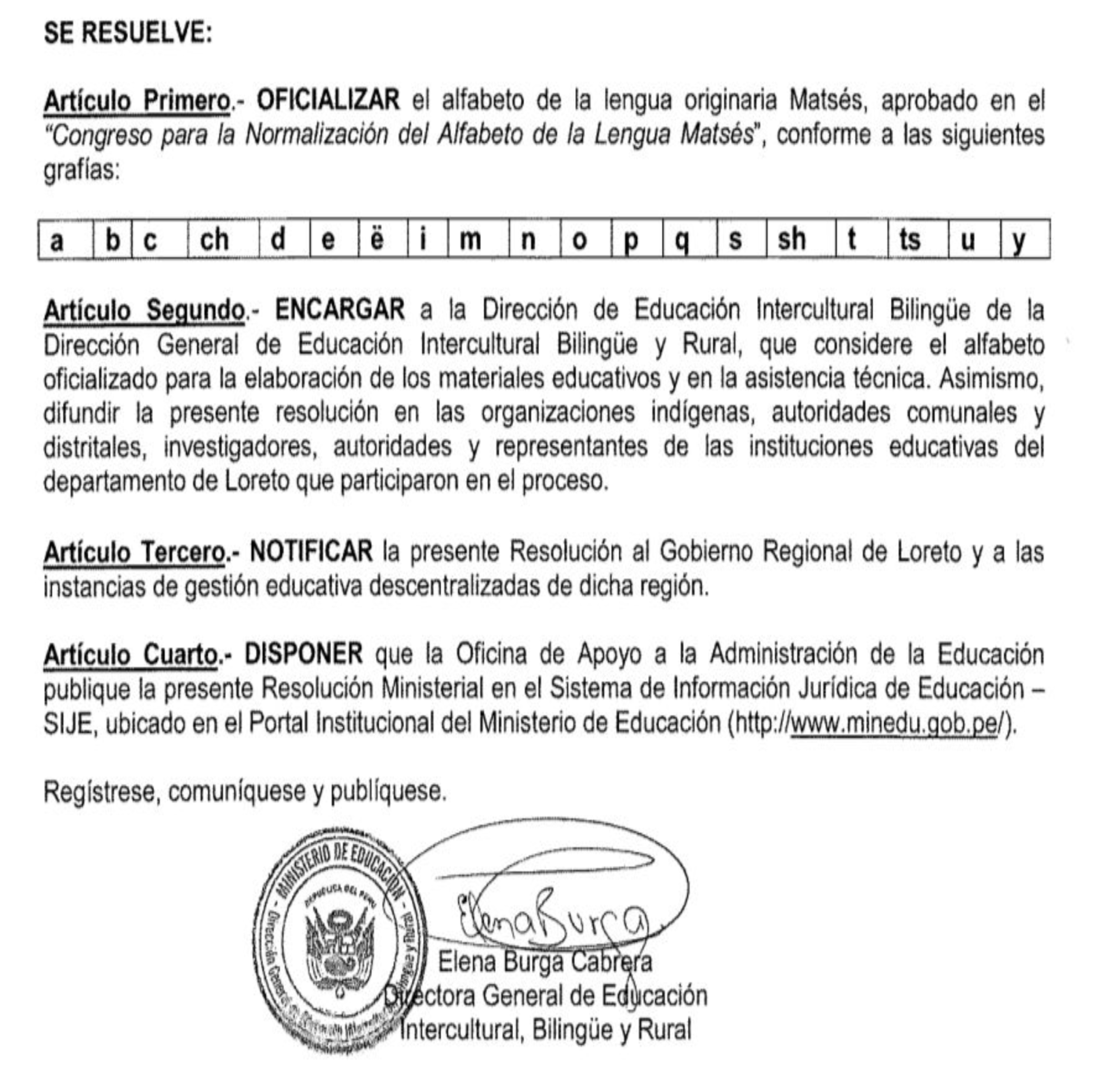
Resolução n° 017-2014

O matsé conta com um alfabeto oficial estabelecido dia 12 de junho de 2015 mediante a resolução Nº 017-2014 do Ministério da Educação peruano. O alfabeto possui 19 grafemas, listados abaixo.
| Fonema | Grafema | Aproximação com o português |
| ------ | ------- | --------------------------- |
| /a/    | a       | pai                         |
| /b/    | b       | similar a novidade          |
| /k/    | c       | corpo                       |
| /tʃ/   | ch      | tchau                       |
| /d/    | d       | dor                         |
| /e/    | e       | letra                       |
| /ɨ/    | ë       | vogal entre /i/ e /u/       |
| /i/    | i       | listra                      |
| /m/    | m       | montanha                    |
| /n/    | n       | negócio                     |
| /o/    | o       | similar a mau               |
| /p/    | p       | pai                         |
| /k/    | q       | queijo                      |
| /s/    | s       | simples                     |
| /ʃ/    | sh      | chave                       |
| /t/    | t       | montanha                    |
| /ts/   | ts      | cats (em inglês)            |
| /u/    | u       | similar a nome              |
| /r/    |         | mariposa                    |

### Vogais nasais
O matsé também possui vogais nasais, isto é, vogais produzidas a partir do abaixamento do palato mole durante a pronúncia, o que resulta na saída do ar através da boca e do nariz simultaneamente produzindo sons como o fonema /ɐ̃/ em "maçã". Geralmente, essas vogais são representadas com o sinal diacrítico til acima delas, todavia, elas também podem aparecer sem ele; nesses casos, a vogal estará seguida da letra n ou m, como acontece em "bonde" e "atum". Existem seis vogais nasais no matsé.
| Fonema | Grafema |
| ------ | ------- |
| /ã/    | an      |
| /ẽ/    | en      |
| /ĩ/    | ën      |
| /ĩ/    | in      |
| /ɔ̃/    | on      |
| /ũ/    | un      |

## Gramática

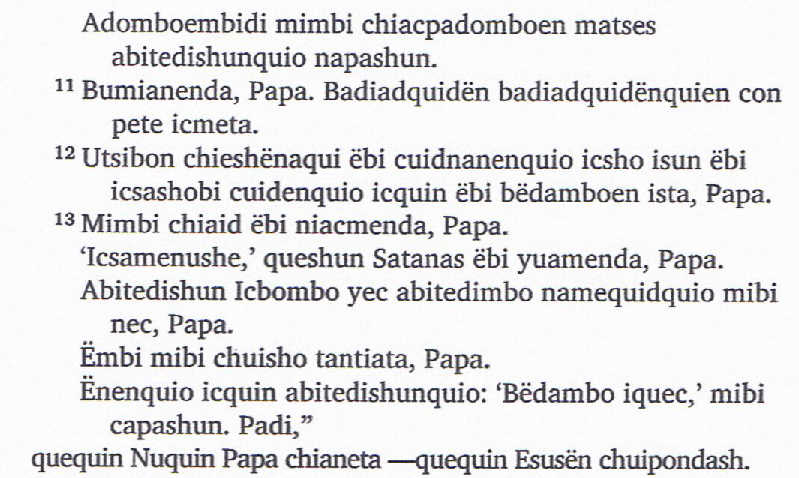
Uma oração traduzida para o matsé

Não é fácil classificar o matsé quanto à complexidade das palavras. Se formos procurar classificá-lo de alguma forma, ele pode aparecer no meio entre línguas isolantes (nas quais a maioria das palavras possui um só morfema) e línguas polissintéticas (nas quais as palavras consistem em vários morfemas), e entre línguas aglutinantes (nas quais cada morfema representa um único semema) e línguas flexivas (nas quais os morfemas representam vários sememas ao mesmo tempo).
Os processos morfológicos do matsé incluem sufixação, prefixação, cliticização, reduplicação e apofonia. Devido ao grande repertório de mofermas da língua mayoruna (114 sufixos, 30 prefixos e 41 enclíticos, somando 185 ao todo) é possível produzir palavras que, embora não muito longas, representem várias funções executadas morfologicamente, as quais, em outras línguas, precisariam de advérbios livres ou auxiliares/modais, entre outros, para serem executadas.

### Pronomes
O primeiro padrão que se percebe ao estudar os pronomes em matsé é que vários dos pronomes que possuem sons nasais estão associados com os casos ergativo, instrumental e genitivo.

#### Pronomes pessoais
No mayoruna, os pronomes são ambíguos em relação à flexão (plural vs dual vs singular), a não ser que ocorram com o enclítico pronimial específico "-ben" (sozinho) ou com uma das posposições quantitativas "daëdi" (ambos) ou "tedi" (todos).
Outra propriedade interessante dos pronomes pessoais é o "pronome zero" ou "pronome secreto" (Ø). As formas que geralmente são substituídas pelo pronome zero são os pronomes da 4ª pessoa — que expressam co-referência entre uma cláusula subordinada e um verbo matriz —, ou, em casos especiais, pronomes da 3ª pessoa.
Os pronomes do caso genitivo são uma subclasse dos pronomes pessoais. Esses pronomes substituem os substantivos possessivos como primeiro elemento da frase.
|                          | Casos      | Casos    | Casos        | Casos    | Casos      |
|                          | Absolutivo | Ergativo | Instrumental | Genitivo | Possessivo |
| ------------------------ | ---------- | -------- | ------------ | -------- | ---------- |
| 1ª pessoa (independente) | ubi        | umbi     |              | cun      |            |
| 1ª pessoa (enclítico)    | -bi/-i     | -mbi     |              |          |            |
| 1ª ou 2ª pessoa          | nuqui      | nuqui    |              | nuquin   |            |
| 2ª pessoa                | mibi       | mimbi    |              | min      |            |
| 2ª pessoa                | mitso      | mitso    |              | mitson   |            |
| 2ª pessoa                | miqui      | miqui    |              | ?miquin  |            |
| Terceira-pessoa          | Ø          | Ø        |              | aton     | -a         |
| Terceira-pessoa          | abi        | ambi     | ambi         |          |            |

#### Pronomes interrogativos e indefinidos
Em matsé, pronomes interrogativos não constituem uma classe lexical, na verdade, eles podem ser facilmente designados às classes substantivo e advérbio. Esses pronomes compartilham de características únicas, como a tendência de começar frases interrogativas. Apesar disso, subtantivos e advérbios interrogativos se comportam de maneira diferente entre si, mas de forma similar a outras raízes em suas respectivas classes lexicais. Por exemplo, os pronomes podem ser modificados por um adjetivo e podem ocorrer com a cópula "ne", enquanto advérbios interrogativos não podem.
Por sua vez, pronomes e advérbios indefinidos são, na maioria das vezes, derivados de pronomes e advérbios interrogativos acrescidos do enclítico "-bi", o qual, dentre vários significados, pode significar "indefinição", comparável ao sufixo inglês "-ever".
| Pronomes interrogativos | Casos      | Casos       | Casos        | Casos       | Casos      |
|                         | Absolutivo | Ergativo    | Instrumental | Genitivo    | Possessivo |
| ----------------------- | ---------- | ----------- | ------------ | ----------- | ---------- |
| Humano (quem)           | tsuda      | tsundan     |              | tsundan     |            |
| Inumano (o que)         | atoda      | atondan     | atondan      | atondan     |            |
| Definido (qual)         | midacquid  | midacquid-n | midacquid-n  | midacquid-n |            |
| Pronomes indefinidos    | Casos      | Casos       | Casos        | Casos       | Casos      |
|                         | Absolutivo | Ergativo    | Instrumental | Genitivo    | Possessivo |
| Humano (quem)           | utsi-bi    | utsi-n-bi   |              |             |            |
| Inumano (o que)         | atoda-bi   | atondan-bi  | atondan-bi   |             |            |

#### Pronomes demonstrativos
Pronomes demonstrativos podem ser considerados um tipo de pronome da terceira pessoa, contudo, enquanto o pronome pessoal da terceira pessoa (Ø) tem uma função anafórica (ou pode ser utilizado como um pronome impessoal), os pronomes demonstrativos estabelecem seu referente realçando sua localização espacial em relação ao ato da fala.  Eles também possuem funções do discurso, como anáfora e funções de apresentação.
|                  | Casos      | Casos    | Casos        | Casos    |            |
|                  | Absolutivo | Ergativo | Instrumental | Genitivo | Possessivo |
| ---------------- | ---------- | -------- | ------------ | -------- | ---------- |
| Próximo de um    | nëid       | nëid-n   | nëid-n       | nëid-n   |            |
| Próximo de dois  | aid        | aid-n    | aid-n        | aid-n    |            |
| Entre um e outro | uid        | uid-n    | uid-n        | uid-n    |            |

### Verbos
Os verbos exprimem ações e eventos e, no matsé, são marcados pela ocorrência de sufixos, os quais, excluindo os intensificadores "-quio" e "-quimbo" e o diminutivo "-tsëc", não aparecem em outras classes gramaticais.

#### Evidencialidade
A evidencialidade no matsé está intrínsecamente associada ao tempo, pois nove sufixos verbais também marcam o pretérito.

#### Empírico (experiência direta)
Eventos passados que foram experienciados diretamente (é necessário que o falante tenha testemunhado o evento com qualquer um dos seus cinco sentidos sensoriais) são relatados utilizando um dos três sufixos inflexionais do tempo passado, os quais se distinguem de acordo com a duração do tempo do momento em que o evento ocorreu até o ato da fala.
| Sufixos | Tempo            | Duração do tempo          |
| ------- | ---------------- | ------------------------- |
| -o      | Passado recente  | Há um mês                 |
| -onda   | Passado distante | Há entre um mês a 50 anos |
| -denne  | Passado remoto   | Há entre 50 a 100 anos    |

#### Inferencial
Inferencial significa que o falante, mesmo sem ter presenciado o evento, é capaz de deduzir que ele ocorreu devido às evidências resultantes.
Há quatro sufixos inflexionais do tempo passado, que se comunicam com os sufixos anteriores em relação à duração do tempo transcorrido.
| Sufixos   | Tempo            | Duração do tempo                       |
| --------- | ---------------- | -------------------------------------- |
| -ac       | Passado recente  | Há um mês                              |
| -nëdac    | Passado distante | Entre um mês até a infância do falante |
| -ampic    | Passado remoto   | Antes da infância do falante           |
| -nëdampic | Passado remoto   | Antes da infância do falante           |

#### Conjetura
Conjetura significa que o falante não testemunhou o ocorrido, não soube dele por outra pessoa e não possui ou conhece evidências resultantes que provem sua veracidade. Como esperado, a conjetura geralmente é associada à incerteza, porém, o falante não precisa estar incerto do acontecimento para usar marcadores de conjetura. Exemplo: alguém pode ter total certeza de que Pedro Álvares Cabral está morto porque, mesmo sem ter evidências da sua morte ou sem ter ouvido falar do assunto por outra pessoa, sabe que ele viveu há centenas de anos.
| Sufixos | Tempo            | Duração do tempo  |
| ------- | ---------------- | ----------------- |
| -ash    | Passado recente  | Há um mês         |
| -nëdash | Passado distante | Há mais de um mês |

#### Tempos, modos e aspectos verbais
Existem dois sufixos, "-e" e "-enda", ambos sufixos inflexionais do tipo 1 (isto é, que devem ser acompanhados por um sufixo de concordância pessoal ou por um enclítico pronominal), que podem se referir tanto a eventos futuros, como a eventos em andamento ou a eventos/estados habituais.
Sufixos do tipo 2 como "-quid", "-paid" e "-esa" (este último tendo sentido negativo) se restringem a denominar eventos habituais e, geralmente, o sujeito das frases em que participam esses sufixos tende a estar na terceira pessoa. Na verdade, eventos habituais são difíceis de relacionar a algum tempo verbal, já que eles, na maior parte dos casos, dão a entender que a ação ou estado se aplica tanto ao passado, quanto ao presente e ao futuro. David Fleck, autor de A Grammar of Matses, associa esses eventos ao tempo presente pois, segundo ele, a condição é que o evento ocorra habitualmente ou que o estado permaneça como verídico durante um período de tempo que inclua o presente.
A impossibilidade de uma ação habitual ser exercida apenas durante o momento presente faz dos sufixos apresentados anteriormente falsos marcadores. Dessa forma, os verdadeiros tempos verbais no matsé são passado simples, passado remoto, passado distante, passado recente, tempos diferentes do passado e futuro, mas não o presente.

#### Condicional e imperativo
O sufixo "-tsia", também do tipo 1, é um marcador do aspecto condicional, na maioria das vezes, utilizado para se referir ao futuro, mas também pode ser visto se referindo ao tempo presente. Seu homólogo no passado condicional é o sufixo "-tsen".
Existem três sufixos do modo imperativo (todos do tipo 2): um negativo, "-enda", e dois positivos, -Ø e "-ta". Ao utilizar o sufixo -Ø, não ficará explícito se a primeira pessoa está ou não envolvida na ação.

### Ordem da frase e alinhamento
No matsé, a ordem dos constituintes da frase é mais regrada pelos fatores do discurso, como tópico e foco, do que por fatores gramaticais. As ordens SV (sujeito-verbo) e VS (verbo-sujeito) são usadas em frases com verbos intransitivos, enquanto que, nas frases com verbos transitivos, é possível usar todas as seis ordens. Dentre estas, a favorita é a em que o verbo termina a frase (todas frases com verbos finitos seguem essa ordem).
No caso de perguntas, se a pergunta não for de sim ou não, palavras como "quem", "o que", etc, virão primeiro, como acontece no inglês. Por outro lado, se a pergunta for de sim ou não, o fato questionado é o que virá antes. Ex: você já comeu? Em matsé, "comeu" começaria a frase.

## Vocabulário
Abaixo, um pequeno trecho da Declaração dos Direitos Humanos em matsé e tabelas exemplificando o vocabulário da língua.

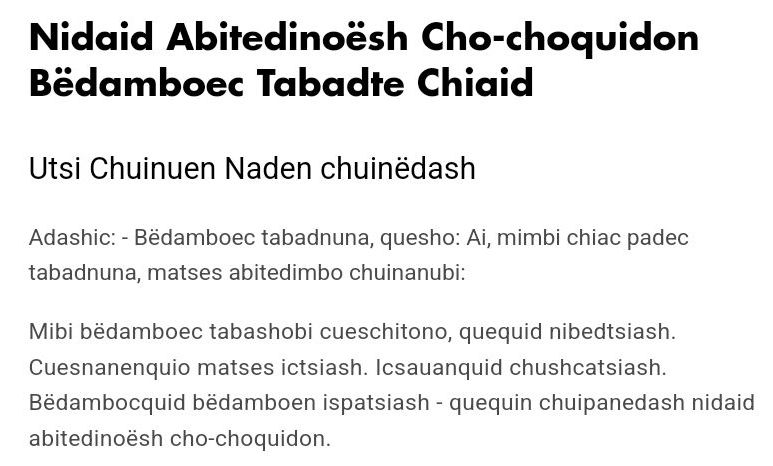
Declaração dos Direitos Humanos em matsé

Números e cores
| Números  | Números              | Cores                   | Cores       |
| Tradução | Matsé                | Tradução                | Matsé       |
| -------- | -------------------- | ----------------------- | ----------- |
| Um       | abentsëc             | Preto                   | chëshë/uisu |
| Dois     | daëd                 | Branco                  | ushu/sed    |
| Três     | daëd abentsëc        | Cinza                   | tanun       |
| Quatro   | daëddaëd             | Vermelho                | piu         |
| Cinco    | mëdante auc abentsëc | Amarelo                 | bëshpiu     |
|          |                      | Verde claro, azul, roxo | umu         |

Animais e partes do corpo
| Animais    | Animais  | Partes do corpo            | Partes do corpo |
| Tradução   | Matsé    | Tradução                   | Matsé           |
| ---------- | -------- | -------------------------- | --------------- |
| Cachorro   | opa      | Cabeça                     | mapi            |
| Onça       | bëdi     | Ombro                      | cacho           |
| Macaco     | chëshëid | Braço, asa, pata dianteira | podo            |
| Camundongo | maca     | Mão, antebraço             | mëdante         |
| Morcego    | cuesban  | Perna                      | nite            |
| Abelha     | manua    | Pé, tornozelo              | taë             |
| Pássaro    | uicchun  | Cabelo                     | manëdaid        |
| Arara      | cana     | Olho                       | eshë            |
| Peixe      | nuëcquid | Nariz                      | dëbiate         |
| Cobra      | nisi     | Orelha                     | pabiate         |
| Tartaruga  | piush    | Boca                       | ana             |
| Jacaré     | Cachita  |                            |                 |